# Thịt kho tàu

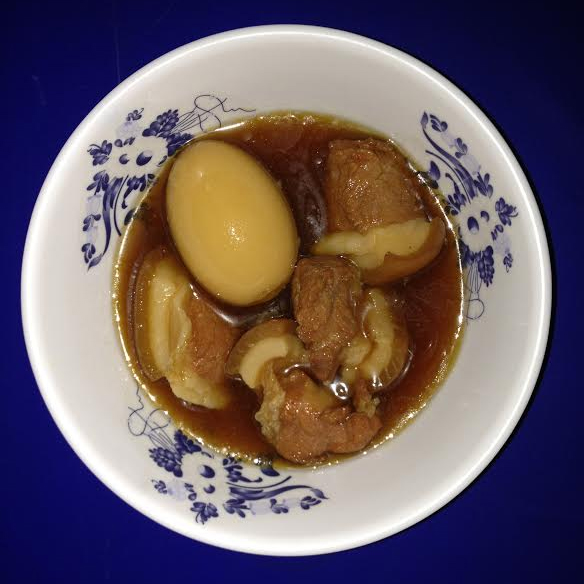
Thịt kho tàu

Il Thịt kho tàu (letteralmente: brasato di carne in salsa leggera) o Maiale caramellato e uova è un piatto tradizionale vietnamita fatto di maiale marinato e uova bollite in una salsa di cocco.
Benché nel sud del Vietnam sia un piatto quotidiano, è uno dei piatti tradizionali durante il capodanno vietnamita (o Vietnamese New Year).
In Vietnam, è comunemente servito con del riso come contorno.